# Lőrinc Schlauch
Lőrinc Schlauch (Arad, 27 marzo 1824 – Oradea, 10 luglio 1902) è stato un cardinale e vescovo cattolico ungherese.

## Biografia
Nacque a Újarad, l'odierna Arad, il 27 marzo 1824.
Il 3 aprile 1847 fu ordinato sacerdote.
Il 30 gennaio 1867 conseguì all'università di Budapest la laurea in teologia.
Il 25 luglio 1873 fu eletto vescovo di Satu Mare e fu ordinato il 21 settembre dello stesso anno dal cardinale János Simor.
Il 26 maggio 1887 fu eletto arcivescovo di Gran Varadino.
Papa Leone XIII lo elevò al rango di cardinale nel concistoro del 12 giugno 1893 e il 21 maggio 1894 ricevette il titolo di San Girolamo degli Schiavoni.
Morì il 10 luglio 1902 a Gran Varadino, l'odierna Oradea, all'età di 78 anni, e fu sepolto nella cappella di famiglia a Timișoara.

## Genealogia episcopale e successione apostolica
La genealogia episcopale è:
- Cardinale Scipione Rebiba
- Cardinale Giulio Antonio Santori
- Cardinale Girolamo Bernerio, O.P.
- Arcivescovo Galeazzo Sanvitale
- Cardinale Ludovico Ludovisi
- Cardinale Luigi Caetani
- Cardinale Ulderico Carpegna
- Cardinale Paluzzo Paluzzi Altieri degli Albertoni
- Cardinale Flavio Chigi
- Papa Clemente XII
- Cardinale Giovanni Antonio Guadagni, O.C.D.
- Cardinale Cristoforo Bartolomeo Antonio Migazzi
- Cardinale József Batthyány
- Arcivescovo Ferenc Fuchs
- Arcivescovo István Fischer de Nagy
- Vescovo József Vurum
- Vescovo František Lajčák, O.F.M.Cap.
- Cardinale Ján Krstiteľ Scitovský
- Cardinale János Simor
- Cardinale Lőrinc Schlauch

La successione apostolica è:
- Vescovo Žigmund Bubics (1887)
- Arcivescovo Wolfgang Radnai (1902)